# Dysk dynamiczny
Dysk dynamiczny, wolumin dynamiczny – funkcja zarządzania dyskami twardymi, obecna w systemach MS Windows 2000/XP/Vista/7/8/10.
Dysk dynamiczny udostępnia funkcje niedostępne w dyskach podstawowych, takie jak możliwość tworzenia woluminów łączonych, rozłożonych, dublowanych oraz RAID 5.
Możliwa jest konwersja dysku podstawowego na dynamiczny i odwrotnie, jednak przy konwersji dysku dynamicznego na podstawowy trzeba skorzystać ze specjalnego programu, który umożliwia taką opcję.